# Pseudocyphellaria aurora
Pseudocyphellaria aurora är en lavart som först beskrevs av De Not., och fick sitt nu gällande namn av Vain. Pseudocyphellaria aurora ingår i släktet Pseudocyphellaria och familjen Lobariaceae.   Inga underarter finns listade i Catalogue of Life.